# آرکولا (تگزاس)
آرکولا، تگزاس(به انگلیسی: Arcola, Texas) شهری در شهرستان فورت بند ایالت تگزاس از ایالات جنوبی ایالات متحده آمریکا است. در سرشماری سال ۲۰۰۰، جمعیت این شهر ۱۰۴۸ نفر اعلام شد.

## نگارخانه

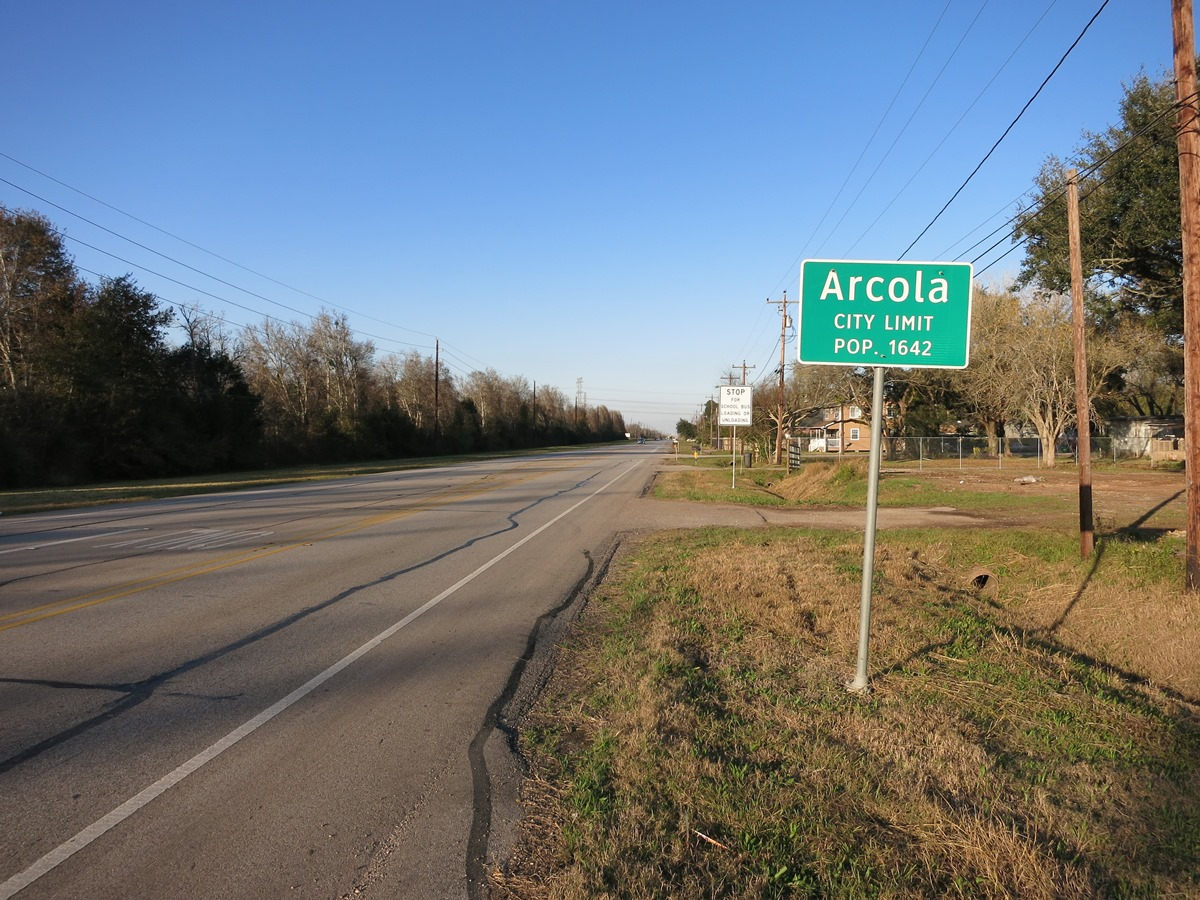
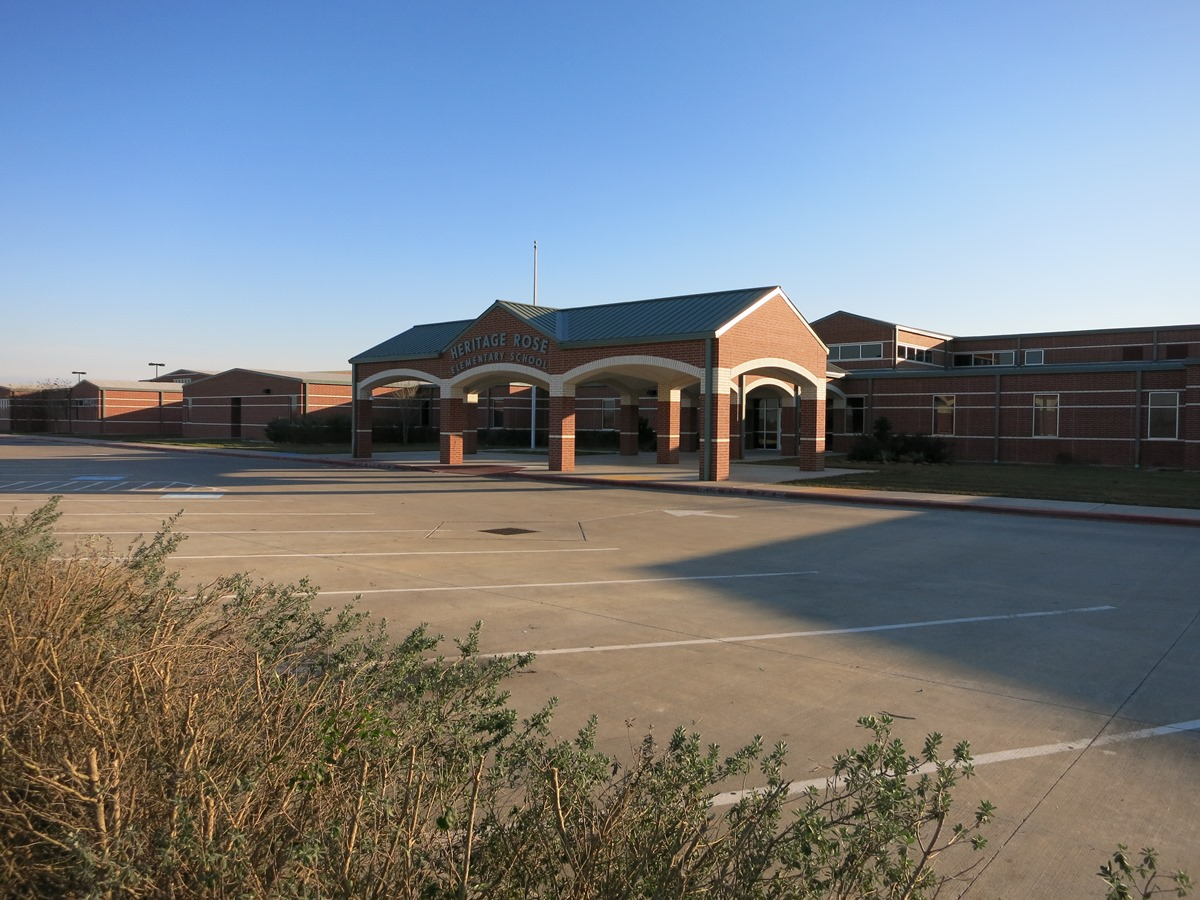
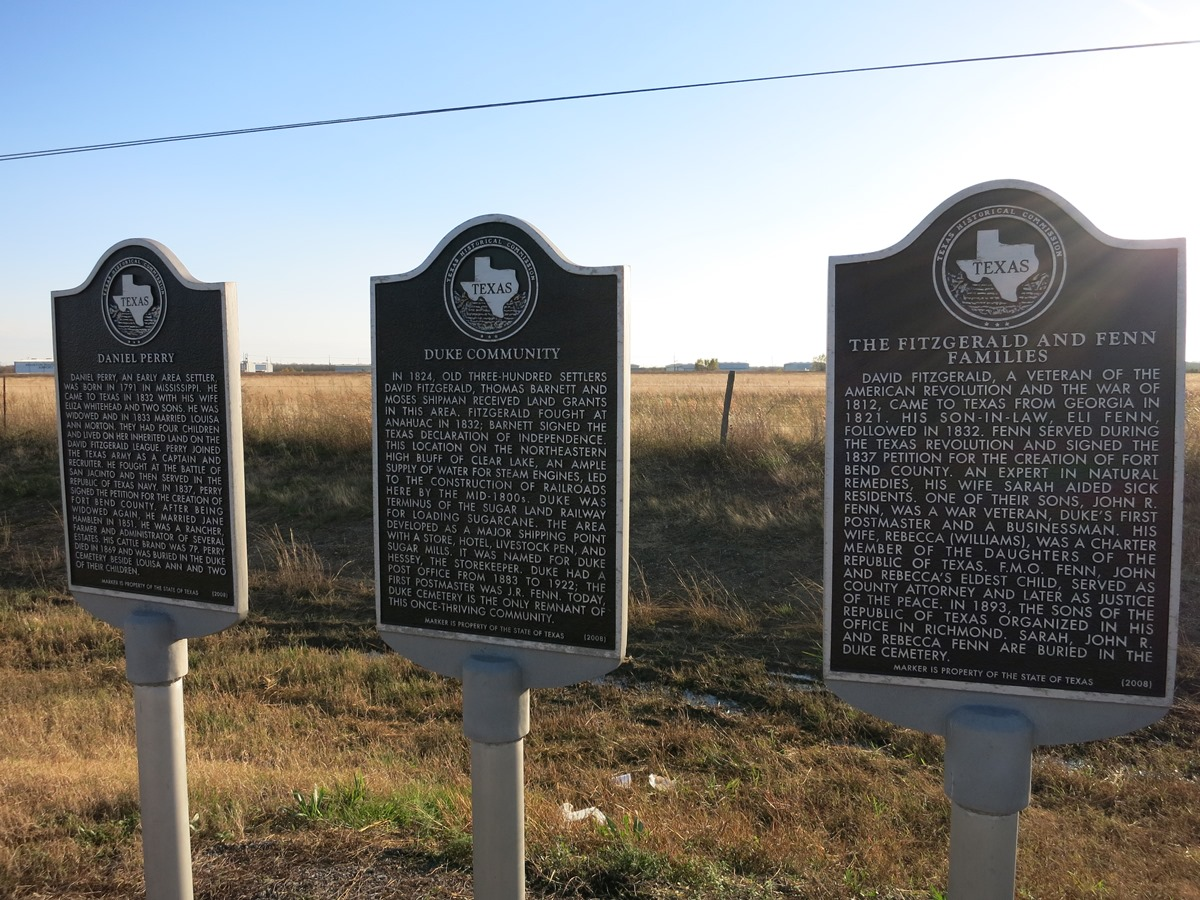